# Athyma
Athyma is een geslacht van vlinders uit de familie Nymphalidae. De typesoort van het geslacht is Papilio leucothoe Linnaeus, 1758.

## Soorten
- Athyma abiasa Moore, 1858
  - Athyma abiasa adunora Kheil, 1884
- Athyma alcamene C. & R. Felder, 1863
- Athyma arayata C. & R. Felder, 1863
- Athyma asura Moore, 1858
  - Athyma asura baelia (Fruhstorfer, 1908)
- Athyma cama Moore, 1858
  - Athyma cama zoroastes (Butler, 1877)
- Athyma cosmia Semper, 1878
- Athyma disjuncta Leech, 1890
- Athyma epimethis C. & R. Felder, 1863
- Athyma eulimene (Godart, 1824)
- Athyma eupolia Murayama & Shimonoya, 1962
- Athyma fortuna Leech, 1889
  - Athyma fortuna kodahirai (Sonan, 1938)
- Athyma glora Kheil, 1884
- Athyma godmani Staudinger, 1889
- Athyma gutama Moore, 1858
- Athyma inara Doubleday, 1850
- Athyma jagori Fruhstorfer, 1906
- Athyma jina Moore, 1857
  - Athyma jima sauteri (Fruhstorfer, 1912)
- Athyma kanwa Moore, 1858
- Athyma karita Doherty, 1891
- Athyma kasa Moore, 1858
- Athyma larymna (Doubleday, 1848)
- Athyma libnites (Hewitson, 1859)
- Athyma nefte (Cramer, 1780)
- Athyma maenas C. & R. Felder, 1863
- Athyma magindana Semper, 1878
- Athyma marguritha Fruhstorfer, 1898
- Athyma mindanica Murayama, 1978
- Athyma minensis Yoshino, 1997
- Athyma opalina (Kollar, 1844) 
  - Athyma opalina hirayamai (Matsumura, 1935)
- Athyma orientalis Elwes, 1888
- Athyma perius (Linnaeus, 1758)
  - = Papilio leucothoe Linnaeus, 1758
- Athyma pravara Moore, 1857
- Athyma punctata Leech, 1890
- Athyma ranga Moore, 1857
- Athyma recurva Leech, 1893
- Athyma reta Moore, 1858
- Athyma rufula de Nicéville, 1889
- Athyma selenophora (Kollar, 1844) 
  - Athyma selenophora laela (Fruhstorfer, 1908)
- Athyma separata Staudinger, 1889
- Athyma speciosa Staudinger, 1889
- Athyma sulpitia (Cramer, 1779)
- Athyma zeroca Moore, 1872